# F. J. Ossang
Frédéric-Jacques Ossang, dit F. J. Ossang, nom d'artiste de Jacques Plougeaut,, né le 7 août 1956, est un poète, écrivain, chanteur et réalisateur français.

## Biographie
Il est né en 1956. Après une enfance dans le Cantal, il rejoint Toulouse au milieu des années 1970. Il commence dès 1975 son activité artistique avec tout d'abord l'écriture de textes poétiques très personnels et l'édition d'une revue littéraire, Cée (1977 - 1979, coédition Christian Bourgois). Il crée également les Céeditions, qui publient des textes importants de Stanislas Rodanski, Claude Pélieu ou Robert Cordier. Parallèlement à son activité d'écriture, il crée le groupe punk DDP (« De la destruction pure »).
Nouveau départ pour Paris vers 1980, où il suit des études de cinéma à l'IDHEC « Je ne savais plus quoi faire, j'ai tenté le concours ». Le rejoint sur Paris le groupe MKB-Fraction provisoire (Messageros Killers Boys) avec Jack Belsen à la guitare, Mr. Nasti à la batterie et Gina Lola Benzina aux claviers. Olivier Pronto Rushtonski s'ajoute à la basse en 1986.
Ses années d'étude à l'IDHEC, de 1982 à 1984, lui permettent de réaliser trois films : un « film-tract », La Dernière énigme (1982), court métrage de 13 min en noir et blanc, aux inspirations littéraires, politiques et cinématographiques multiples marquées par des effets de citation, entre autres : les situationnistes, William S. Burroughs, Machiavel, Lénine ; Zona inquinata ou La Vie n'est qu'une sale histoire de cow-boy (1983), court métrage de 21 min en noir et blanc, l'histoire d'amour, de vengeance, de mort et de résurrection du Capitaine Mort, avec la participation du poète Robert Cordier dans le rôle du Texan et de Lionel Tua qui joue là son premier rôle dans les films de F. J. Ossang ; son film de fin d'études, L'Affaire des divisions Morituri (1984), long métrage de 81 min en noir et blanc et en couleurs, avec Lionel Tua dans le rôle du journaliste Tanzani, Philippe Sfez en « bookmaker de la Mort », les membres du groupe punk-rock Lucrate Milk en gladiateurs urbains et F. J. Ossang lui-même dans le rôle d'Ettore, le poète-leader des gladiateurs. « Mon coté punk, c'est de tout mélanger ».
Après ces trois premiers films, il quitte Paris et voyage, tout en continuant à tourner et à écrire. « Je ne savais pas qu'un tel cinéma existait en France » a dit de son œuvre cinématographique, l'acteur Gaspard Ulliel.

## Littérature
Comme écrivain, on peut le situer dans une mouvance proche sous certains aspects de la littérature beat initiée par William S. Burroughs et en France Claude Pélieu. Ses références englobent, outre les sus-nommés, des auteurs français comme Louis-Ferdinand Céline ou Antonin Artaud, Jacques Vaché, Lautréamont, Rimbaud. Ses premiers pas littéraires se feront au milieu des années 1970 sous la forme de plusieurs livres publiés entre autres par les Céeditions.
Le premier grand roman, Génération Néant, publié seulement dans les années 1990 (les éditeurs de l'époque étant effrayés par ce texte en marge) se présente comme une impressionnante suite de thèmes abordés à toute vitesse, thèmes que l'on retrouvera en filigrane dans toute l'œuvre de F. J. Ossang, aussi bien littéraire que cinématographique ; les textes poétiques y voisinent avec des passages de roman noir (à la manière de La Victoire à l'ombre des ailes, de Stanislas Rodanski, sorte de texte poétique littéralement travesti en un curieux mélange de roman d'espionnage et de roman d'amour de gare).
Les romans suivants (par exemple Au Bord de L'Aurore) se présentent plus comme des carnets de voyage aux accents céliniens du Voyage au bout de la nuit, inspirés par les différents périples de l'auteur : à Madrid, au Chili, en Nouvelle-Zélande. Il a aussi publié de nombreux textes de poésie contemporaine exigeante et a travaillé sur un ouvrage sur William S. Burroughs. Son recueil Landscape et Silence a été sélectionné au Salon du Livre Jeunesse de Montreuil en 2000, dans les Lectures adolescentes. Il demeure un texte essentiel pour comprendre F. J. Ossang ; il s'est en outre vendu à un nombre d'exemplaires conséquent, fait rare pour un recueil de poésie contemporaine.
Par ailleurs, son court texte romanesque Le Ciel éteint (2000) est le texte originel d'où provient le scénario de son film Ciel Eteint ! - Sky's Black Out (présenté à Cannes - Quinzaine des Réalisateurs 2008).

## Musique
À partir de 1980, F.J. Ossang chante également dans les mouvances punk et de la musique industrielle avec MKB - Fraction Provisoire (d'abord Messageros Killers Boys au pluriel, puis Messagero Killer Boy au singulier). Il est notamment connu dans le mouvement punk français pour l'album Split réalisé avec le groupe parisien Lucrate Milk en 1984, mais rapidement le style musical de MKB, auto-intitulé Noise'n'Roll, s'éloigne du punk pour se rapprocher de ce qu'on peut qualifier de new wave expérimentale, et surtout de la musique industrielle, proche des fleurons britanniques du genre tels que Cabaret Voltaire (groupe) ou Throbbing Gristle. À noter que pour le court métrage Silêncio de 2007, la musique est justement signée par Throbbing Gristle.
Ayant quitté Toulouse pour Paris sans ses acolytes, ceux-ci ne le rejoignant que quelques années plus dans la capitale, F.J. Ossang a souvent dû adapter le line-up du groupe.
1982 : F.J. Ossang (Chant) – Gaboni (Batterie) – Tango (Guit) – Ludvik (Guit) – Gina Lola Benzina (Claviers)
1986 : F.J. Ossang (Chant) – Mr Nasti (Batterie) – Jack Belsen (Guit) – Gina Lola Benzina (Claviers)
1988 : F.J. Ossang (Chant) – Mr Nasti (Batterie) – Jack Belsen (Guit) – Pronto Rushtonsky (Basse) – Gina Lola Benzina (Claviers)
Les autres membres de MKB sont : Little Drake, le batteur Paul Dufayet de la Tour qui accompagne ponctuellement le groupe, ainsi qu'Elvire, créditée pour les « machines » de l'album « live » de 1996.
En 2007, F. J. Ossang et Mr. Nasti sortent un album sous le nom de Groupe Baader Meinhof Wagen.

## Cinéma

### Réalisation
Marqué par le cinéma muet et l'expressionnisme, le cinéma de F.J. Ossang démontre une fascination pour les films de genre qui se mêle à un certain nombre d'éléments de styles différents pour former une combinaison assez personnelle. Ainsi, il peut aborder l'anticipation et la science-fiction comme dans Le Trésor des îles Chiennes, ou encore le film noir et le road movie dans Docteur Chance, tout en conservant une exigence en matière de photographie et de cadrage qui sont une de ses marques de fabrique. « Ossang a, dès son premier court métrage, posé les bases mouvantes d'un univers sombre mais transpercé d'une lumière aveuglante, où le film de genre se voit constamment remémoré pour mieux s'en éloigner. Voyager, partir, s'égarer : le cinéma d'Ossang se donne l'apparence de la dérive, mais n'abandonne jamais son cap ultime : l'extase. »
La Dernière Énigme, en 1982, est un film-tract de 13 minutes en noir et blanc, inspiré par la musique industrielle et le situationnisme, comme par les écrits de Gianfranco Sanguinetti sur le rapport du terrorisme avec les structures étatiques. Y figurent déjà des musiques de Throbbing Gristle. Le film noir et blanc de 21 minutes Zona Inquinata - la vie n'est qu'une sale histoire de cowboy (1983) brasse un grand nombre de références, le poète Robert Cordier y côtoie des déclarations du groupe Killing Joke et les musiques de Tuxedomoon, Throbbing Gristle et MKB. C'est un film très personnel emblématique de l'art cinématographique d'Ossang.
Silêncio, un de ses derniers courts-métrages (Prix Jean Vigo 2007), est en soi une synthèse de son art : film muet de vingt minutes, c'est un poème cinématographique selon trois axes : image, texte et musique. Chaque plan est parfaitement calculé, rien n'étant laissé au hasard, filmé à la lumière du petit matin ou du soir pour donner une ambiance crépusculaire (cadre et photo de Denis Gaubert). Le titrage réalisé ensuite est un élément capital de cette œuvre, organisant et segmentant le film à l'aide de textes surgissant plein écran. Enfin, la musique de Throbbing Gristle, ne laissant place à aucun dialogue, renforce le côté hypnotique des deux premiers éléments. Cette musique, ainsi que de nombreux plans, font référence directement aux deux premiers courts-métrages de F. J. Ossang. Il s'agit pour lui d'un retour, sous forme de questionnement, à ses propres origines de cinéaste.
Dharma Guns, son dernier long-métrage, est sorti en salles en France le 9 mars 2011.
F. J. Ossang s'entoure à chaque film d'acteurs emblématiques. En premier lieu, Elvire, sa muse et compagne, est présente comme actrice principale dans Docteur Chance et Silêncio, Dharma Guns. Mais chaque autre film voit la participation de personnages charismatiques, qui ne sont pas forcément des acteurs reconnus mais qui apportent une plus value importante aux films : Helno, du groupe les Négresses Vertes, Joe Strummer pour Docteur Chance, Stéphane Ferrara, un ancien boxeur reconverti en aventurier dans Le Trésor des Iles Chiennes et dans Dharma Guns, ou encore Guy McKnight (chanteur de The Eighties Matchbox B-Line Disaster).
- Acteur occasionnel, dans Je meurs de soif, j'étouffe, je ne puis crier...[12] (1979), Cinématon (1979), Jardins clandestins[13] (1979), Les Aventures d'Eddie Turley de Gérard Courant, Gardien de la nuit de Jean-Pierre Limosin (1986), Mon ami, tout va à la décharge de Yvonne Kerouedan (2006), Crime de Vincent Ostria (2009).

- Festivals et récompenses : il a été l'objet d'un hommage au Festival international du film de La Rochelle en 1998, d'une rétrospective et carte blanche sous le titre "F.J. Ossang, International Hero" à la Cinémathèque française (2002), d'une rétrospective au 5e festival du cinéma indépendant de Buenos-Aires International (2003), juré au festival international du film de Belfort Entre vues (2002), rétrospective intégrale à la Galerie nationale du Jeu de Paume (2006), président du jury du court-métrage (Corto Cortissimo) de la 64e biennale de Venise en 2007, sélectionné à la Quinzaine des réalisateurs de Cannes 2007 (pour Silêncio, Prix Jean-Vigo 2007, catégorie court-métrage) et 2008 (pour Ciel éteint !, présent aussi à La Rochelle et Curtas vila do conde 2008), master-class de court-métrage au festival Pacific Meridian de Vladivostok 2007, Underground Spirit Award (Young European Filmakers) du festival de Palic (Serbie, 2008), rétrospective intégrale au Festival de Rotterdam (2011) et master-class à l'INHA (Institut National de l'Histoire de l'Art) à Paris en 2011.

Il remporte le Léopard de la meilleure réalisation au Festival international du film de Locarno 2017 avec 9 Doigts.

## Œuvres
- Livres

1. Le Berlinterne (Saint Germain des Prés, 1976)
2. De la Destruction Pure (Céeditions, 1977)
3. Dynasties de cyanure 1 / Pour en finir avec la disparition du silence (Céeditions, 1978)
4. L'Ordalie des villas (Le Point des Indices, 1979)
5. Alcôve clinique (Céeditions, 1981)
6. Les guerres polaires (Tribu, 1984)
7. La mort d'Arthur Strike (ill. Michel Batlle - Traits Noirs, 1988)
8. Descente aux tombeaux (Blockhaus, 1992)
9. Génération Néant (Blockhaus & Warvillers, 1993)
10. L'ode à Pronto Rushtonsky (Warvillers, 1994)
11. Au bord de l'aurore (Warvillers, 1994)
12. Version Polaire (Derrière la salle de bains, 1996)
13. Le Fils de l'Antecristal (Derrière la salle de bains, 1997)
14. Comme Chiffres de la Moraine Interne (Derrière la salle de bains, 1997)
15. Dans le Froid spécial des matins de voyage (Derrière la salle de bains, 1997)
16. Les 59 jours (Diabase, 1999)
17. Landscape et Silence (La Notonecte, 2000)
18. Le ciel éteint (La Notonecte, 2000)
19. Tasman Orient (Diabase, 2001)
20. Cet Abandon quand minuit sonne (Derrière la salle de bains, 2005)
21. Unité 101 (Derrière la salle de bains, 2006)
22. Ténèbres sur les Planètes (Derrière la salle de bains, 2006)
23. WS Burroughs vs Formule mort, Jean-Michel Place/Poésie, 2007
24. Ténèbres sur les planètes, Books Factory Collection, Mona lisait, 2012
25. Mercure insolent, Armand Colin, coll. « La fabrique du sens », 2013
26. Venezia Central, Le Castor Astral, 2015
27. Fin d'empire, Le Corridor bleu, 2021
28. Le Mémoire Lucien Dolchor, Pariah, 2021
29. Ce curieux atour des ténèbres, Le Corridor bleu, 2023

Rééditions
1. Hiver sur les continents cernés. Archives Ossang volume I revue Cée 1977-79, Le Feu Sacré, 2012

## Discographie
- MKB

1. MKB Provenance France, 45 tours, Céeditions Tracks, 1982. Ressorti en 2006, CD-EP trois titres, Seventeen
2. Terminal Toxique, LP, Céeditions Tracks, 1982. Ressorti en 2006, CD sur Seventeen Records
3. Morituri, Split LP, avec Lucrate Milk, New Rose, 1984
4. Hôtel du Labrador, LP, Bondage Rds, 1988
5. Le Chant des Hyènes, CD, WW/Bondage Rds, 1989
6. Le Trésor des Iles Chiennes, CD, Bondage Rds, 1991
7. Docteur Chance, Céeditions Tracks/Odessa, 1993.
8. Feu !, CD, Odessa-Semantic, 1993
9. Frenchies, Bad Indians, White Trash, CD Odessa-Semantic, 1994
10. MKB Live, CD, Ix-Pias, 1996
11. Docteur Chance, CD, Last Call, Arcade, « B.O.F. », 1998
12. Morituri, LP vinyle, Euthanasie records, 2012. Réédition disque original 1984, pochette Sébastien Morlighem.
13. Hotel du Labrador, LP vinyle, Euthanasie Records, 2014. Réédition disque original 1982.

- Baader Meinhof Wagen

1. Baader Meinhof Wagen, 12" mini-LP, 2007

- avec Frédéric Acquaviva

F. J. Ossang lit son texte « Alcôve Clinique » dans K.Requiem (1993-1999, 67 min) du compositeur Frédéric Acquaviva (CD Al Dante, 2001) ainsi que dans sa version chronopolyphonique à six voies Tri (2000, 23 min)

## Filmographie en tant que réalisateur

### Longs métrages
- 1985 : L'Affaire des divisions Morituri
- 1990 : Le Trésor des îles Chiennes (grand prix du jury, festival de Belfort, 1990)
- 1997 : Docteur Chance, nommé pour le léopard d'or de Locarno en 1997.
- 2010 : Dharma Guns, en sélection officielle 67e Mostra de Venise, compétition Orizzonti 2010.
- 2017 : Neuf Doigts, Léopard de la meilleure réalisation au Festival international du film de Locarno 2017[15]

### Courts métrages
- - 1982 : La Dernière Énigme
  - 1983 : Zona Inquinata - la vie n'est plus qu'une sale histoire de cow-boys
  - 1990 : Le Chant des hyènes, Carnets noirs II, compilation DVD.Clip réalisé pour MKB Fraction Provisoire qui a composé la musique originale du film Le Trésor des Iles Chiennes
  - 2007 : Silêncio, prix Jean-Vigo 2007, catégorie court-métrage
  - 2008 : Ciel éteint ! (Quinzaine des Réalisateurs - Cannes 2008)
  - 2008 : Vladivostok (prix du film expérimental - Curtas Vila Do Conde)

L'intégralité des films de F.J. Ossang a été éditée en deux coffrets DVD chez Potemkine/Agnès b. : en 2011 Coffret Ossang  (3 DVD avec un livret de 80 pages), en 2012 Dharma Guns et Triptyque du Paysage.

## Prix
- Léopard de la meilleure réalisation au Festival international du film de Locarno 2017 pour 9 Doigts.